# Língua telugo
O telugo ou télugo é uma língua dravídica, do sub-grupo Sul-Central, oficial em Andra Pradexe, Índia. Sua situação é ativa com um total de 95,981,790 falantes, sendo que 82,966,790 usam como primeira língua e 13,015,000 como segunda.

## Classificação
Uma das 22 línguas oficiais da Índia, é a mais falada das línguas dravídicas, e de acordo com o censo indiano de 2011, é a quarta mais falada no país (depois do híndi, do bengalês e do marata). Registros de sua existência datam do século II da era comum, em inscrições prácritas, sendo que os primeiros registros escritos em telugo são do século VI.
Devido à questões históricas como a adoção da religião Hindú, o domínio do Império Mogol e o contato com os ingleses a partir do século XIX, estão presentes no telugo empréstimos do sânscrito, do persa, do árabe e do inglês.
Os europeus que chegaram na região com as Grandes Navegações chamaram a língua de "italiano da Índia", devido à sua musicalidade.

## Etimologia
O termo "telugo" é derivado do Sânscrito trilinga, ou "país dos três lingams", uma referência à crença que o deus Xiva teria descido para as montanhas na forma de lingams que passaram a demarcar a fronteira do país Telugo.

## Distribuição Geográfica
O telugo é língua oficial dos estados indianos de Andra Pradexe e Telanganá.

Mapa da distribuição das línguas indianas

Os dialetos reconhecidos são:
- Telugo do Norte,[9] falado nos distritos de Srikakula e Vishakhapatnam.
- Telugo Central,[9] falado em Godavari Oriental, Godavari Ocidental, Krishna e Guntur.
- Telugo do Sul,[9] falado nos distritos de Nelore,  Kurnool, Kadapa, Anantapur, Chitur e Prakasam.
- E Telagana ou Telugo Ocidental,[9] falado em  Mahbubnagar, Medak, Haiderabade, Nalgonda, Nizamabad, Adilabad, Karimnagar, Khammam e Warangal.

Variações também ocorrem de acordo com o nível de escolaridade do falante. Elas são principalmente lexicais, morfológicas e fonológicas.

#### Línguas relacionadas

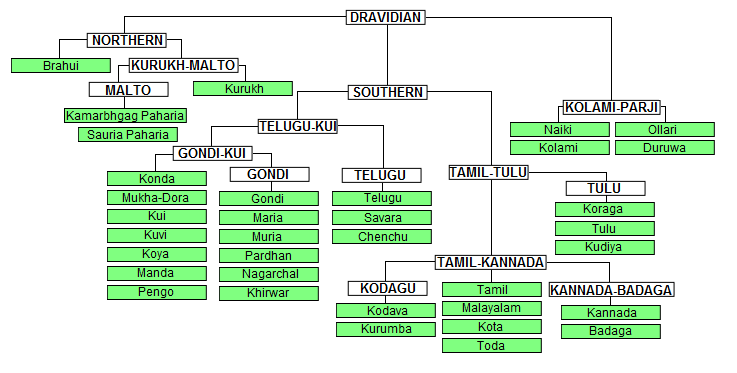
Árvore filológica das línguas dravídicas

O Telugo é parte do sub grupo sul central das línguas dravídicas, portanto, é mais próximo dos idiomas que também fazem parte dele, como o Gondi, o Konda, o Kui, o Kuvi, o Pengo e o Manda. Uma das características que eles compartilham é o uso de -tt para demarcar passado.

## Fonologia
É reconhecido que o sistema fonético telugo se divide em dois, um mais extenso (com fonemas emprestados), usado em contextos comunicativos mais formais e por pessoas com maior nível de escolaridade, e um mais curto, para contextos informais, também usado por pessoas com menor nível de escolaridade.
A influência de outras línguas, como as já citadas sânscrito, persa, árabe e inglês, além do prácrito, deu origem a vários fonemas emprestados, que foram mantidos ou nativizados. Um exemplo de fonema que se manteve é o /f/ do inglês. Já os fonemas persa-arábicos /q/ e /z/ se tornaram /k/ e /ʤ/ respectivamente.
Alofonia ocorre tanto com vogais como com consoantes. A substituição de uma vogal por seu alofone depende da vogal da sílaba seguinte. Já as consoantes variam de acordo com sua posição na palavra e se são seguidas por vogal ou outra consoante.

### Vogais
São 12, que se dividem em alongadas e curtas que contrastam entre si (exceção de/ɛ/ e /æː/) e variam sua sonoridade a depender de onde aparecem na palavra ou frase.
Fonemas vocálicos do telugo
| Curta | Alongadas |
| ----- | --------- |
| i     | iː        |
| e     | eː        |
| ɛ     | æː        |
| u     | uː        |
| o     | oː        |
| ɐ     | ɐː        |

### Consoantes
São 35 consoantes cuja sonoridade varia de palavra para palavra a depender da sua posição, da vogal que se segue, do contexto que a palavra se insere (se é apenas citada ou parte de uma frase), do contexto comunicativo (se é formal ou coloquial) e do nível de escolaridade do falante. Um exemplo disso é a troca de uma consoante outra. No discurso, palavras iniciadas por /k/ na forma citada, passam a ser iniciadas por /ɡ/ quando estão no meio da frase.
Fonemas consonantais
|                     | Bilabial | Labiodental | Dental/Alveolar | Alveolar | Retroflexa | Palatal Alveolar | Palatal | Velar | Glotal |
| ------------------- | -------- | ----------- | --------------- | -------- | ---------- | ---------------- | ------- | ----- | ------ |
| Plosiva             | p b      |             | t d             |          | ʈ ɖ        |                  |         | k ɡ   |        |
| Plosiva             | pʰ bʱ    |             | tʰ dʱ           |          | ʈʰ ɖʱ      |                  |         | kʰ ɡʱ |        |
| Nasal               | m        |             |                 | n        | ɳ          |                  |         |       |        |
| Trill               |          |             |                 | r        |            |                  |         |       |        |
| Fricativa           |          | f           | s               |          | ʂ          | ʃ                |         |       | h      |
| Africada            |          |             | ʦ ʣ             |          |            | ʧ ʤ              |         |       |        |
| Africada            |          |             |                 |          | ʧʰ ʤʱ      |                  |         |       |        |
| Aproximante         |          | ʋ           |                 |          |            |                  | j       |       |        |
| Aproximante Lateral |          |             |                 | l        | ɭ          |                  |         |       |        |

## Ortografia

### Alfabeto
O Telugo tem seu próprio alfabeto, que é derivado da escrita brami e similar ao alfabeto canará. Tem características silábicas com as consoantes portando vogais associadas. Essas vogais possuem uma forma primária e uma forma secundária. Quando elas iniciam uma palavra, estão na forma primária e após uma consoante, na forma secundária, que é representada acima da consoante que acompanha. Um exemplo é o /ɐ/. Sua forma primária é అ e sua forma secundária é o diacrítico de స (/sɐ/).
Há também os grafemas que não representam letras:
- ఘం, transcrito como [ghan]. O <ం> indica um som nasalado no final da sílaba, [m] ou [n]
- కః, transcrito como [kaḥ]. O visarga < ః> é um derivado do sânscrito que indica o <ḥ> desvozeado.
- క్, transcrito com [k]. O diacrítico ్ indica ausência de vogal.

Assim como as vogais, consoantes também podem ser representadas na sua forma secundária caso faça parte de uma sequência consonantal e não a inicia.
Consoantes
| IPA   | Telugo | Exemplo          |
| ----- | ------ | ---------------- |
| /pɐ/  | ప      | పఱక (palaka)     |
| /bɐ/  | బ      | ఫశుు (bassu)       |
| /tɐ/  | త      | తఱ (tala)        |
| /dɐ/  | ద      | దండ (danda)       |
| /ʈɐ/  | ట      | టభా ట (tamaata)   |
| /ɖɐ/  | డ      | డభయు (damaru)     |
| /kɐ/  | క      | కఱభు (kalamu)     |
| /ɡɐ/  | గ      | గద (gada)        |
| /pʰɐ/ | ఫ      | ఫఱభు (phalamu)    |
| /bʱɐ/ | భ      | భవనభు (bhavanamu) |
| /tʰɐ/ | థ      | రథభు (rathamaru)  |
| /dʱɐ/ | ధ      | ధనుశుు (dhanussu)   |
| /ʈʰɐ/ | ఠ      | కంఠభు (kantamu)    |
| /ɖʱɐ/ | ఢ      | ఢంక (dhanka)      |
| /kʰɐ/ | ఖ      | ఖడగభు (khadgamu)  |
| /ɡʱɐ/ | ఘ      | ఘంట (ghanta)      |
| /mɐ/  | మ      | మంచభు (manchamu)   |
| /nɐ/  | న      | నగ (naga)        |
| /ɳɐ/  | ణ      | వీణ (veena)       |
| /rɐ/  | ర      | రవి (ravi)        |
| /sɐ/  | స      | సఫుు (sabbu)       |
| /ʂɐ/  | ష      | షరాయి (sharaayi)   |
| /ʃɐ/  | శ      | శంఖము (shankhamu)  |
| /hɐ/  | హ      | హంస (hamsa)       |
| /ʦɐ/  | ౙ      |                  |
| /ʣɐ/  | ౙ      |                  |
| /ʧɐ/  | చ      | చరఖ (charkhaa)   |
| /ʤɐ/  | జ      | జడ (jada)        |
| /ʧʰɐ/ | ఛ      | ఛత్రము (chhatramu) |
| /ʤʱɐ/ | ఝ      | ఝషము (jhashamu)   |
| /ʋɐ/  | వ      | వల (vala)        |
| /jɐ/  | య      | యంత్రము (yantramu)  |
| /lɐ/  | ల      | లత (latha)       |
| /ɭɐ/  | ళ      |                  |

Vogais
| Curta | Forma Primária | Forma Secundária (bʱ) | Alongadas | Forma Primária | Forma Secundária (bʱ) |
| ----- | -------------- | --------------------- | --------- | -------------- | --------------------- |
| i     | ఇ              | భి                     | iː        | ఈ              | భీ                     |
| e     | ఎ              | భె                     | eː        | ఏ              | భే                     |
| u     | ఉ              | భు                     | uː        | ఊ              | భూ                     |
| o     | ఒ              | భొ                     | oː        | ఓ              | భో                     |
| ɐ     | అ              | భ                     | ɐː        | ఆ              | భా                     |

## Gramática

### Substantivos
Variam em número, gênero e classe  pela adição de sufixos. Para número, podem ser plurais ou singulares. Quanto ao gênero, podem ser femininos, masculinos ou neutros. Suas casos são: dativo, objetivo, vocativo, nominativo e genitivo, para o plural.
A flexão em número depende da declinação que o substantivo está inserido (primeira, segunda ou terceira) e se ele é regular ou irregular.
A maior parte dos substantivos são formados a partir de verbos, adjetivos ou outros substantivos. As classes de feminino e masculino acontecem pela adição de um sufixo ao substantivo neutro. Para formar o masculino é usado o sufixo కాడు e para o feminino, o sufixo కతై. Exemplos:
- Masculino
  - వేటకాడు (caçador); దుర్మార్గుడు (homem maldoso)
- Feminino
  - పనికతై (trabalhadora); దుర్మార్గురాలు (mulher maldosa)

#### Declinações
O Telugo apresenta três declinações, divididas em cinco casos, que são indicados pelas terminações. A seguir estão apresentados os casos e terminações por declinação.
Primeira declinação: formada por todos os substantivos masculinos cujo nominativo termina em డు e tem mais de duas sílabas.
| Caso            | Terminação singular | Terminação plural |
| --------------- | ------------------- | ----------------- |
| Caso nominativo | -                   | లు                 |
| Caso Genitivo   | ని                   | ల                 |
| Caso Dativo     | నికి                  | లకు                |
| Caso Objetivo   | ని ou ణ్ని             | లసు                |
| Caso Vocativo   | డా                   | లారా                |

Segunda Declinação: Substantivos neutros com mais de duas sílabas terminados em ము,'ాము, ెము, cujo genitivo singular é igual ao nominativo. A exceção é o substantivo పెండ్లాము (esposa).
| Caso            | Terminação singular | Terminação plural |
| --------------- | ------------------- | ----------------- |
| Caso nominativo | -                   | లు                 |
| Caso Genitivo   | -                   | ల                 |
| Caso Dativo     | నకు ou కు             | లకు                |
| Caso Objetivo   | ను                   | లను                |
| Caso Vocativo   | సూ                   | లారా                |

Terceira Declinação: Formada por todos os substantivos neutros (exceto os da segunda declinação) cuja forma no caso genitivo é a mesma do caso nominativo. Inclui também os substantivos de origem estrangeira, como os do sânscrito. Alguns substantivos incluídos nela são irregulares.
| Caso            | Terminação singular | Terminação plural    |
| --------------- | ------------------- | -------------------- |
| Caso nominativo | -                   | లు                    |
| Caso Genitivo   | -                   | ల                    |
| Caso Dativo     | కు ou లకు             | కి ou లకు              |
| Caso Objetivo   | ను ou లను             | ని ou లను              |
| Caso Vocativo   | ా ou లారా              | Sem terminação ou లారా |

### Pronomes
Podem ser pessoais, possessivos, interrogativos, demonstrativos, reflexivos ou indefinidos.

##### Pessoais
Os pronomes pessoais do Telugo se dividem em três pessoas, dois números, e, assim como os substantivos, variam de acordo com o caso gramatical.
- Os pronomes de primeira pessoa podem ser flexionados de duas maneiras, uma que inclui o interlocutor e uma que o exclui[23].
  - Por exemplo no caso genitivo: నా(singular), మా (plural, inclusivo), మన (plural excludente).
- Os pronomes de segunda pessoa são usados de acordo com a casta e a idade da pessoa com que se fala. Porém alguns estudiosos discordam sobre qual pronome deve ser usado em que situação. De acordo com Arden, నీపు deve ser usado para se referir à uma pessoa de menor posição[24]. Já Brown diz que o pronome usado na mesma situação deve ser o మిరు.[25]
  - Um exemplo do caso genitivo é నీ (singular) e మా (plural).
- Os pronomes pessoais de terceira pessoa são os mesmos que os pronomes demonstrativos. No singular, o masculino é diferente do feminino e do neutro mas no plural o masculino e o feminino tem a mesma raiz, com um sufixo indicativo de feminino, e o neutro é diferente[26].
  - Um exemplo do caso genitivo no singular é వాని (masculino) e దాని (feminino e neutro). No plural, వా౦డ్ల (feminino), వారి (masculino) e వాటి (neutro).

##### Interrogativos
Como os pronomes pessoais de terceira pessoa, os pronomes interrogativos variam em dois números e três gêneros, sendo que no singular, o neutro e o feminino são diferentes do masculino, e no plural, o feminino e o masculino são diferentes do neutro.
Exemplo: ఎవడు (quem/que homem) e ఏది (que mulher/o que)
| Caso            | Singular masculino | Singular feminino/neutro | Plural masculino/feminino | plural neutro |
| --------------- | ------------------ | ------------------------ | ------------------------- | ------------- |
| Caso nominativo | ఎవడు                | ఏది                       | ఎవరు                       | ఏవి            |
| Caso Genitivo   | ఎవని                | దేని                       | ఎవరి                       | వేటి            |
| Caso Dativo     | ఎవనికి               | దేనికి                      | ఎవరికి                      | వేటికి           |
| Caso Objetivo   | ఎవని ou ఎవణ్ని        | దేని ou దేన్ని                | ఎవరిని                      | వేటిని           |

### Verbos

#### Classes
Os verbos no Telugo se dividem em duas classes, os verbos transitivos, que precisam de um objeto, e os verbos intransitivos, que não precisam de um objeto.

#### Conjugações
Além da divisão em classes, são divididos de acordo com a terminação da sua raiz em três conjugações . A primeira é composta de todos os verbos que não fazem parte da segunda e terceira conjugações. A segunda pelos verbos cuja raiz termina em యు. E a terceira pelos verbos cuja raiz termina em చు.

#### Formas
Além das divisões abaixo os verbos também têm uma forma positiva e uma negativa.
O verbo కొట్టు (bater) será usado como exemplo quando necessário.
Tempos
- Passado: ocorre no particípio verbal e no modo indicativo[29]
- Presente: ocorre no modo indicativo progressivo e habitual e no particípio relativo[29]
- Futuro: ocorre no modo indicativo habitual[29]

Observações: o indicativo habitual presente e futuro são a mesma palavra, como em కొట్టుతాను. Os verbos são flexionados como os pronomes pessoais em gênero e número.
Modo
- Indicativo
- Imperativo, que exprime uma ordem
- O infinitivo é formado pela troca da última vogal u por a, como a raiz కొట్టు que se torna కొట్ట[32].

Aspecto
- Indefinido: tem a função do conseguinte no português, ou seja, é usado em sentenças condicionais[33].
- Habitual: expressa hábito ou costume, ou ação futura[34].
- Progressivo: ação contínua que ocorre no momento da fala[35].

Nominais
- Substantivo verbal: substantivo que se forma a partir de um verbo. Tem duas formas: para a primeira, é adicionado ట à raiz de um verbo e para a segunda, se adiciona o sufixo డము[32].
- Particípios verbais: São usados para evitar uma sucessão de verbos finitos, para descrever uma ação contemporânea à ação principal ou anterior a ela (presente e passado respectivamente), causa da ação principal, etc. em outras palavras, ele é usado em orações subordinadas cuja ação é realizada pelo sujeito da oração principal[36].
- Particípios relativos: têm função de adjetivo[37], por isso são usados em orações subordinadas adjetivas[38]. Diferente de outras palavras substantivadas como o substantivo verbal, eles são indeclináveis, mas variam em aspecto e tempo[39].

#### Outros verbos
Reflexivo: ocorre em situações que o sujeito é agente e receptor da ação (voz reflexiva). A passagem para ele ocorre pela adição do sufixo కొను à raiz do verbo. Exemplo: దోచు (roubar) se torna దోచుకొను (roubar para si).
Causal: indicam que o sujeito é causa da ação que sofreu. Para verbos de primeira e segunda conjugação, ocorre a troca do ు da raiz para o sufixo ించు. Exemplo: కొట్టు (bater) se torna కొట్టించు (fazer com que seja espancado). Para verbos de terceira conjugação, a última letra చు da raiz é substituída por పించు. Exemplo: పిలుచు (chamar) se torna పిలిపించు (fazer com que seja chamado).
Passivo: ocorre em situações que o sujeito é receptor da ação (voz passiva). A passagem da voz ativa para a voz passiva ocorre pela adição do sufixo పడు à raiz do verbo, sendo que o ప é mudado para బ em todas as palavras por questões de eufonia. Diferente do português, um verbo auxiliar não é necessário. Exemplo: రక్షించు se torna రక్షించబడు.

### Sentença
A ordem das frases é sujeito, verbo, objeto, e partículas que modificam o verbo devem segui-lo. Além disso, o verbo concorda em número, gênero e pessoa com o sujeito, como no exemplo కుక్క వెళ్లనది (o cachorro se foi).
Frase interrogativa
Pode ser feita de duas maneiras. Se há pronome interrogativo, não ocorre mudança nas palavras, como na frase విూరు ఎవరిని పిలిచినారు? (para quem você ligou?). Se não, a última vogal de uma palavra será mudada para ా, como em విూరు నన్ను పిలిచినారా (você me ligou?).

## Vocabulário
Dias da Semana:
| Telugo | Transcrição   | Português     |
| ------ | ------------- | ------------- |
| ఆదివారం   | aadhivaaram   | Domingo       |
| సోమవారం   | somavaaram    | Segunda-feira |
| మంగళవారం  | mangalavaaram | Terça-feira   |
| బుధవారం   | budavaaram    | Quarta-feira  |
| గురువారం   | guruvaaram    | Quinta-feira  |
| శుక్రవారం  | sukravaaram   | Sexta-feira   |
| శనివారం   | sanivaaram    | Sábado        |

## Menções
O filme da netflix RRR é uma produção de Tollywood lançada em 2022. Ele se passa na época colonial da Índia, especificamente na década de 1920, e retrata o desejo e a luta pela independência do país. Na cerimonia do Óscar de 2023, recebeu o prêmio de Melhor Canção Original por Naatu Naatu.